# 郡頭神社

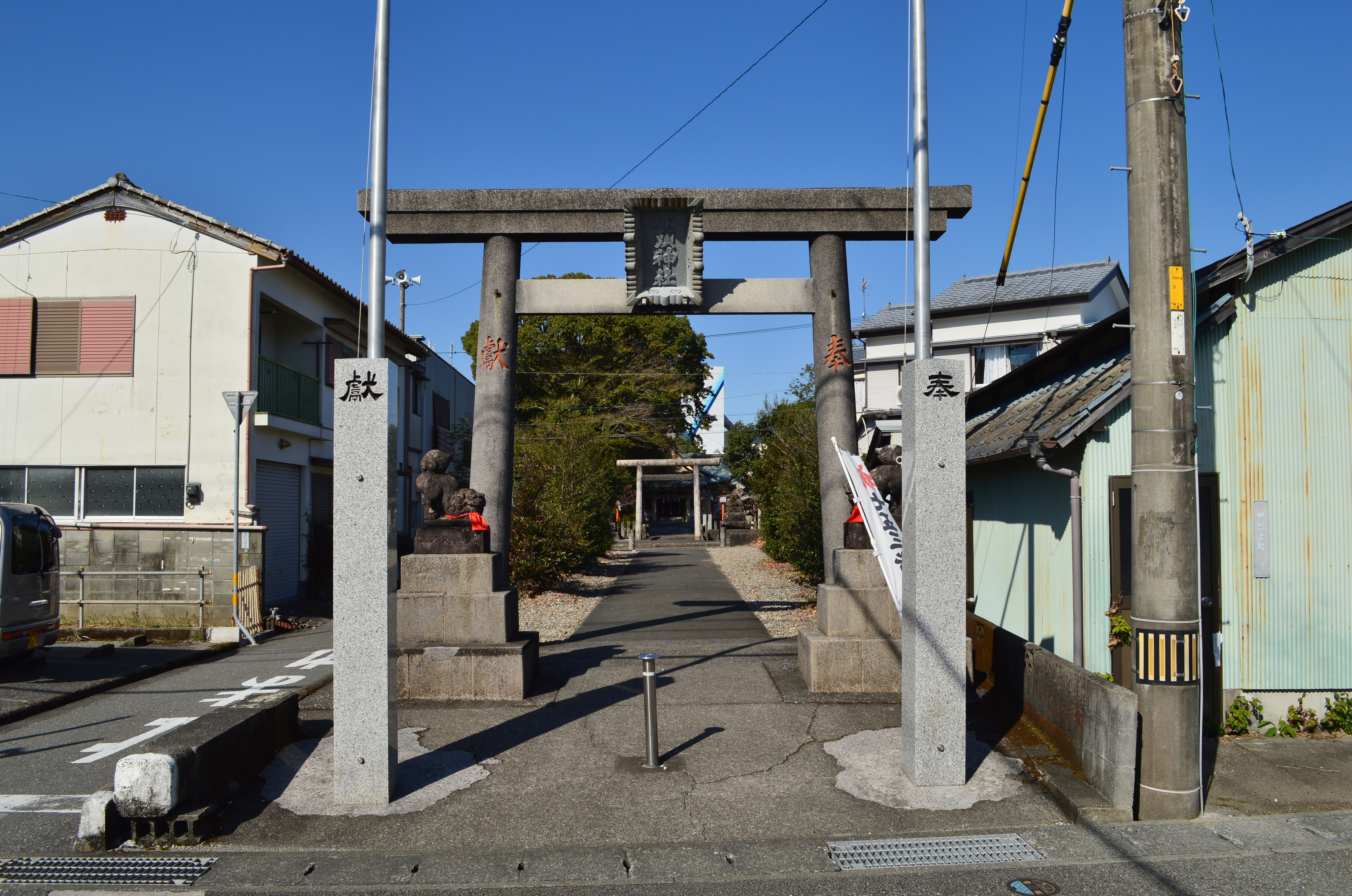
鳥居

郡頭神社（こおりずじんじゃ）は、高知県高知市鴨部上町にある神社。式内社で、旧社格は郷社。

## 祭神
祭神は次の1柱。
- 大國主神

## 歴史

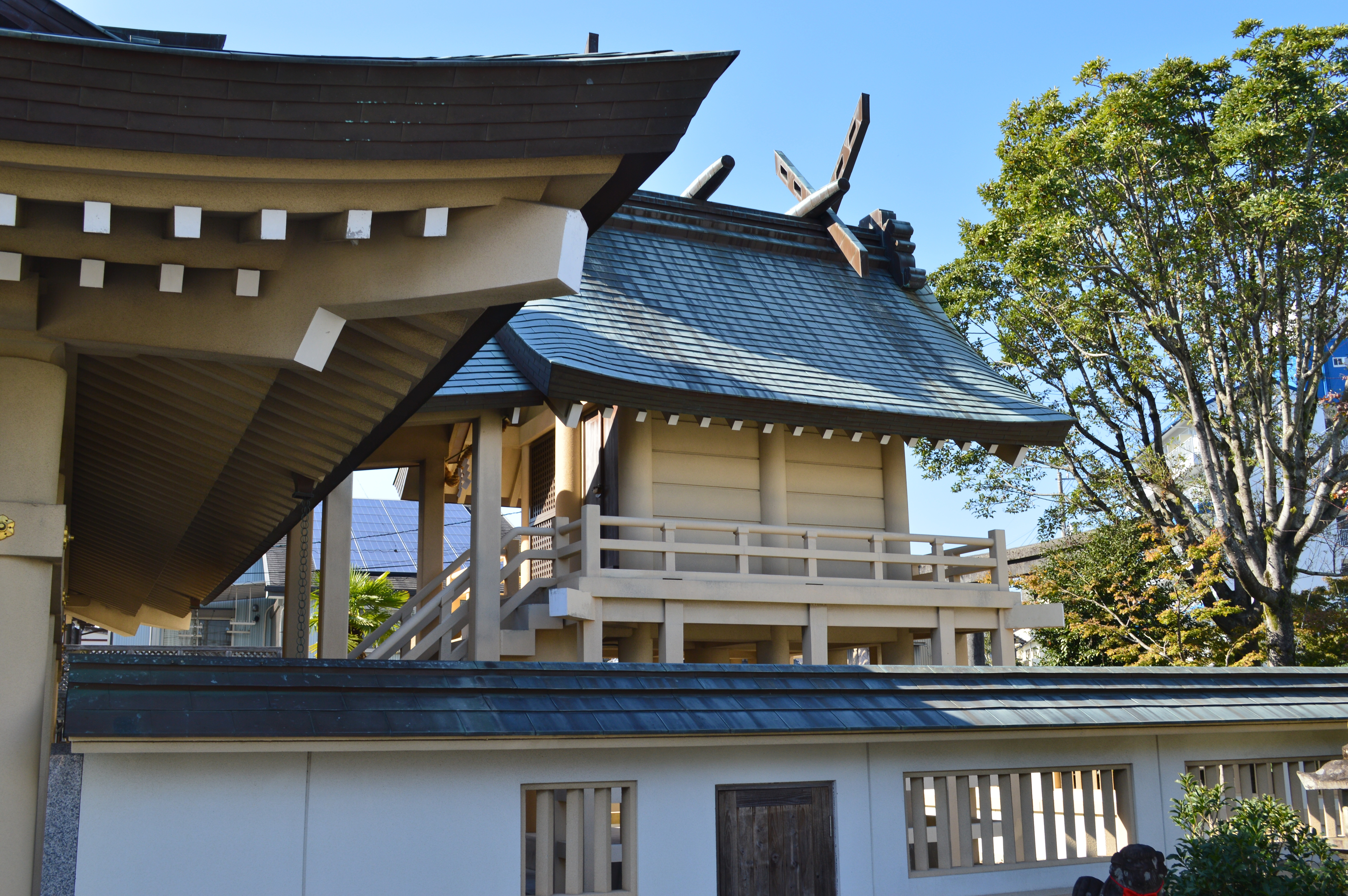
本殿

### 創建
創建は不詳。『続日本紀』神護景雲2年（768年）11月18日条では、「土左国土左郡人神依田公名代」ら41人に「賀茂」姓を賜うと見えるが、この「神依田」は付近の地名「神田（こうだ）」を指すといわれる。また、『新撰姓氏録』摂津国神別 地祇 鴨部祝条には「鴨部祝。賀茂朝臣同祖。大国主神之後也」と見える。これらの記事から、鴨部一帯に居住した鴨氏・鴨部氏（賀茂氏の部民）が、祖先神として大国主命を祀ったのが当社の創祀といわれる。
なお、当社一帯は『和名抄』の土佐郡鴨部郷に比定される。この鴨部郷一帯の開発は古墳時代と見られ、6世紀頃には原始祭祀があったものと推測される。その後の鴨部郷の繁栄の様子は、『東大寺文書』の天平勝宝4年（752年）造寺司牒において土佐郡鴨部郷から50戸が東大寺の封戸とされたことに見られる。
社名「郡頭」については、土佐国諸郡の頭にあたる土佐郡に鎮座するためとする説、郡の頭たる土佐郡家が鴨部郷にあったとの推測に基づく説、地名「神田」に由来するとする説があるが明らかではない。

### 概史
延長5年（927年）成立の『延喜式』神名帳では土佐国土佐郡に「郡頭神社」と見え、これは当社に比定される。なお、社名の読みは「コホリツノ」と振られる。
その後の変遷は明らかでないが、永正元年（1504年）・寛永5年（1708年）の棟札によると、中世以降は社名を「鴨部神社」とするのが一般的になったと見られる。
明治5年（1872年）、近代社格制度において郷社に列した。昭和56年（1981年）には火災で社殿を焼失したため、現在の社殿はその後の再建になる。

## 摂末社

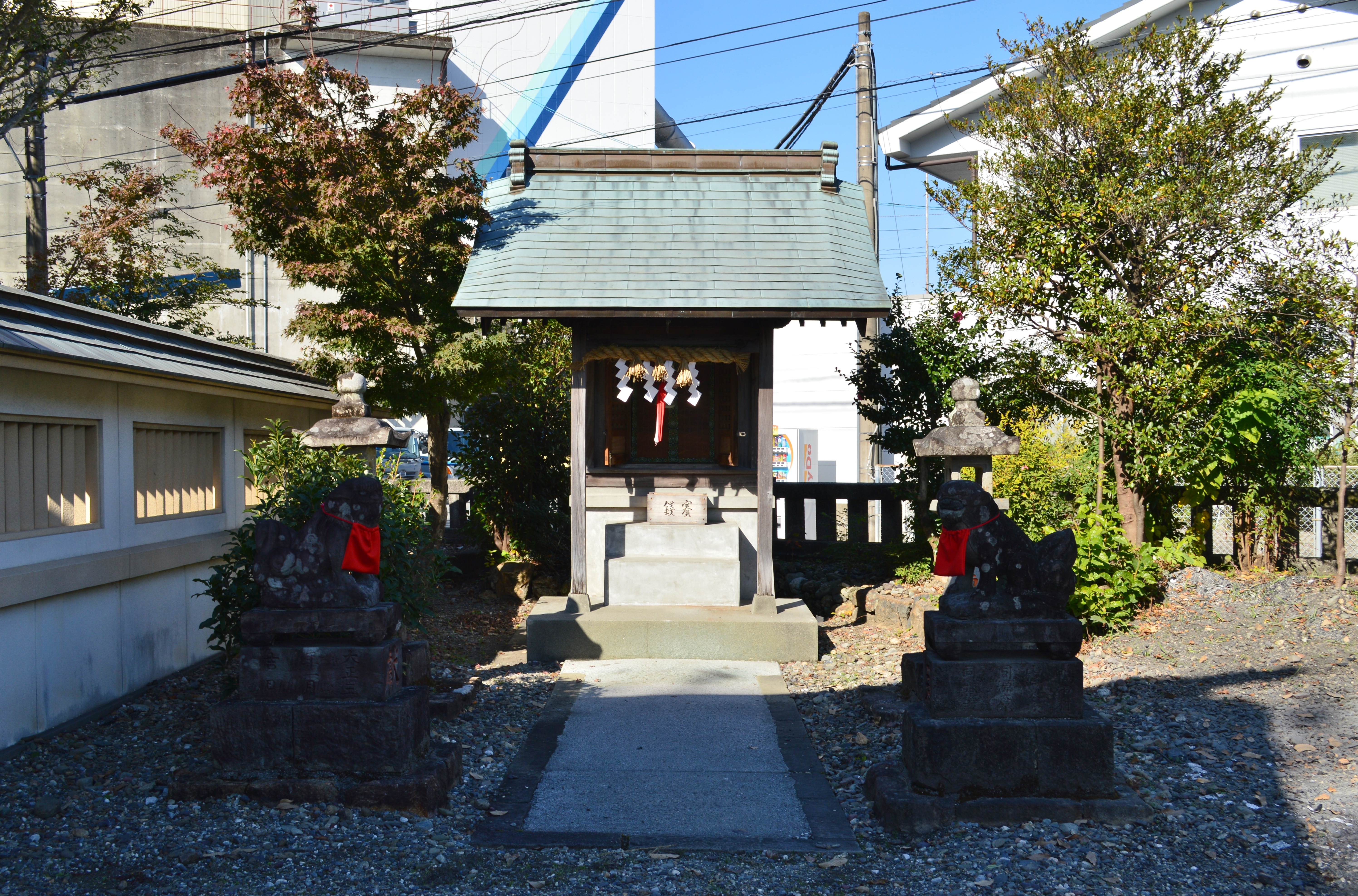
境内社

- 荒神社・八幡宮合祀社

## 祭事
- 歳旦祭 （1月1日）[4]
- 祈年祭 （旧暦1月22日）
- 大祓式・夏越祭 （6月30日）
- 夏祭 （7月21日）
- 例大祭 （11月22日）
- 大祓式・除夜祭 （12月31日）